# Klofibryd
Klofibryd (łac. Clofibridum) – organiczny związek chemiczny, ester kwasu klofibrowego i N,N-dimetyloamidu kwasu γ-hydroksymasłowego. Jest lekiem eksperymentalnym z grupy fibratów stosowanym w leczeniu hipercholesterolemii i hipertrójglicerydemii. Podaje się go doustnie, w kapsułkach żelatynowych, w formie emulsji submikronowej lub w nanokapsułkach z polilaktydowych. W organizmie wiązanie estrowe ulega hydrolizie, a biologiczny okres półtrwania aktywnego metabolitu wynosi 13 h, przy czym maksymalny efekt terapeutyczny następuje po 6 h od podania. 